# Sri Lankas flygvapen

Nationalitetsmärket på lankesiska flygplan.

Sri Lanka Air Force (SLAF eller SL Air Force, Sinhala: ශ්‍රි ලංකා ගුවන් හමුදාව Sri Lanka Guwan Hamudawa) är Sri Lankas flygvapen och det är den yngsta av de tre truppslagen. Det grundades 1951 som Royal Ceylon Air Force och var helt beroende av RAF, från vilket det fick material, utbildning och ledare. Trots att Sri Lanka bara är en liten östat anser man att dess flygvapen är framstående och kapabelt. Flygvapnet har sitt högkvarter i Ratmalana, som ligger i de södra delarna av huvudstaden Colombo.
Flygvapnet har spelat en viktig roll i det pågående inbördeskiget i Sri Lanka, men det har även anklagats för ett antal attacker mot civilbefolkningen. Ett av de mest kända fallen är bombningen av en kyrka i staden Navaly, den 9 juli 1995. Ett stort antal civila hade tagit skydd i och omkring kyrkan, och 125 civila dödades i flygvapnets attack. 
1996 hade Sri Lankan Air Force skaffat sig sex IAI Kfir C.2 och en TC.2 från Israel och 2005 skaffade man sig ytterligare nio flygplan. Det inkluderar fyra C.2 och fyra C.7 2001. Nu har SLAF två TC.2, två C.7 och åtta C.2. SLAF använder dessa Kfirs för att attackera mål i norra och östra Sri Lanka.
SLAF har nu utrustat sig med IAI Kfir, MiG-27, F-7 Skybolt, K-8 Karakorum, Mil Mi-24, Mil Mi-17, Bell 212, Bell 206, Bell 412, Antonov An-32, Harbin Y-12, Beechcraft 200, RQ-2 Pioneer och C-130 Hercules.